# Медаль за службу в резерві Збройних силах (США)

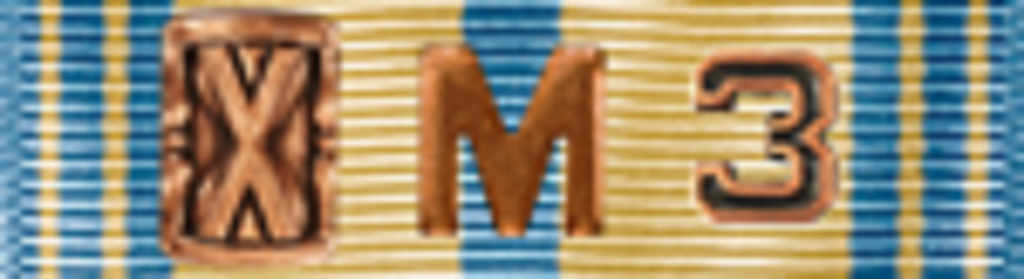
Варіанти нашивки (стрічки) медалі за службу в резерві Збройних силах з бронзовою металевою позначкою за 3 нагородження з літерою «M», військовослужбовця США, що викликався тричі по мобілізації до лав армії

Меда́ль за слу́жбу в резе́рві Збро́йних си́лах (США) (англ. Armed Forces Reserve Medal) — федеральна військова нагорода США. Медаль призначення для заохочення як офіцерського, так й сержантського й рядового складу Збройних сил країни за військову службу у складі Резерву або Національної Гвардії Збройних сил США щонайменше 10 років. Вважається наступницею інших нагород, що були скасоване: Медаль Резерву флоту та Нашивка за службу в Резерві Корпусу морської піхоти США.
Нагорода має спеціальні металеві знаки, що кріпиться на нашивці до військової нагороди з метою позначення терміну проходження служби в Резерві чи в Національній Гвардії. Залежно від вислуги нагороджені отримують бронзову, срібну, золоту або бронзову та золоту одночасно металеві значки, що кріпляться на стрічку медалі. Також додаються металеві позначки за термін проходження військової служби: 10, 20, 30 або 40 років бездоганної служби відповідно.
У разі призову військовослужбовця за мобілізацією на стрічку додається літера «M».

## Вручення нагород

### Таблиця зразків нагороди за вислугою років
| Метал нашивки      | Вислуга років | Зображення              |
| ------------------ | ------------- | ----------------------- |
| Бронзова           | 10            | Bronze Hourglass Device |
| Срібна             | 20            | Silver Hourglass Device |
| Золота             | 30            | Gold Hourglass Device   |
| Золота та бронзова | 40            |                         |

### Таблиця військових операцій за які здійснювалося нагородження
| Операції | Регіон                |
| --- | --------------------- |
| Операції «Щит пустелі» та «Буря в пустелі»                                                                       | Перська затока        |
| Операція «Відродження надії»                                                                                     | Сомалі                |
| Операція «Підтримка демократії»                                                                                  | Гаїті                 |
| Операції IFOR і SFOR                                                                                             | Боснія                |
| Операції «Лис пустелі», «Північний вартовий» і «Південний вартовий»                                              | Перська затока        |
| Операція «Союзна сила»                                                                                           | Косово                |
| Операції «Нобл Ігл», «Нескорена свобода» і «Свобода Іраку» та «Нью Дон» (Разом входять до війни проти тероризму) | США, Афганістан, Ірак |